# 温坡街

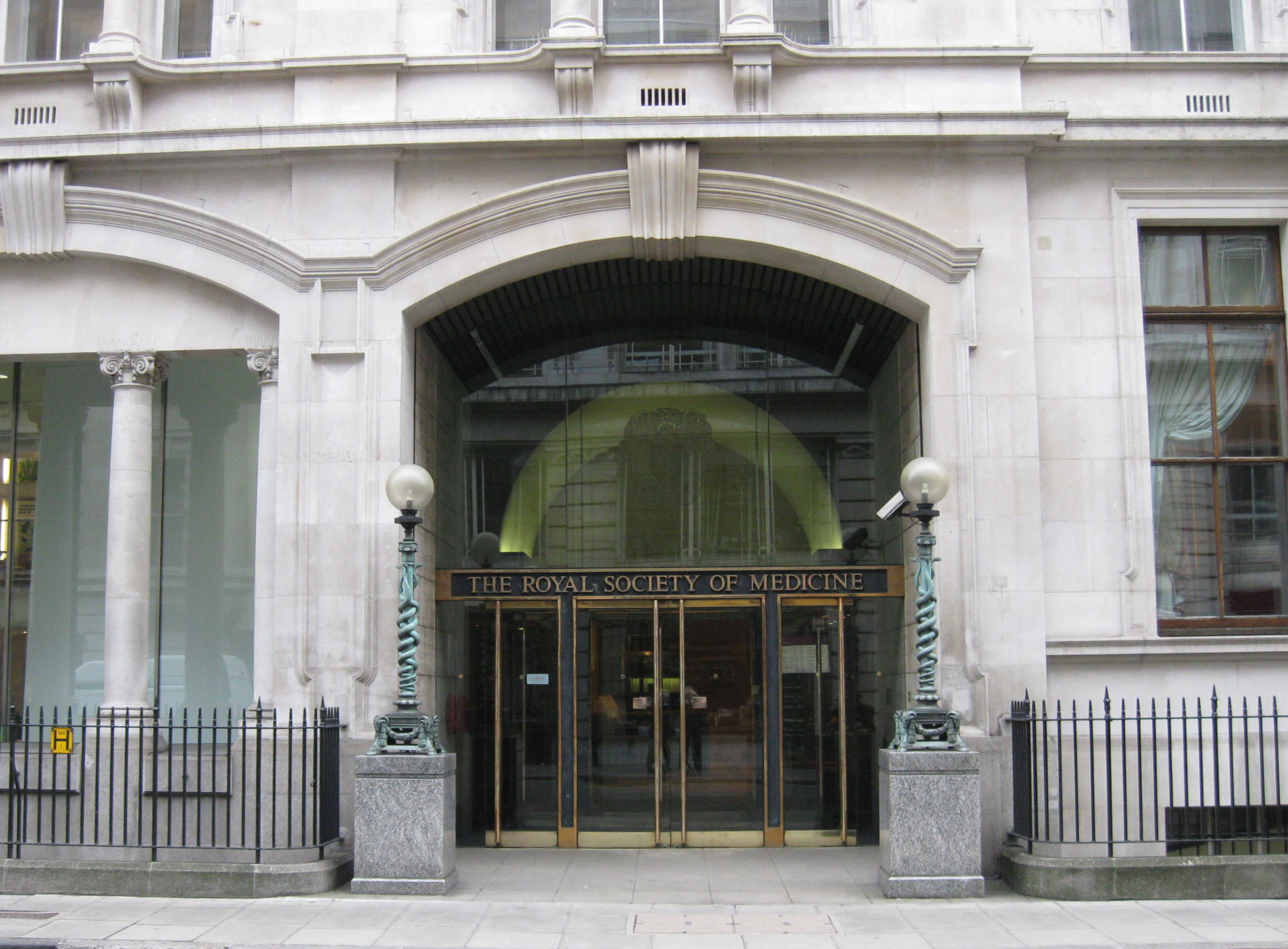
皇家医学会

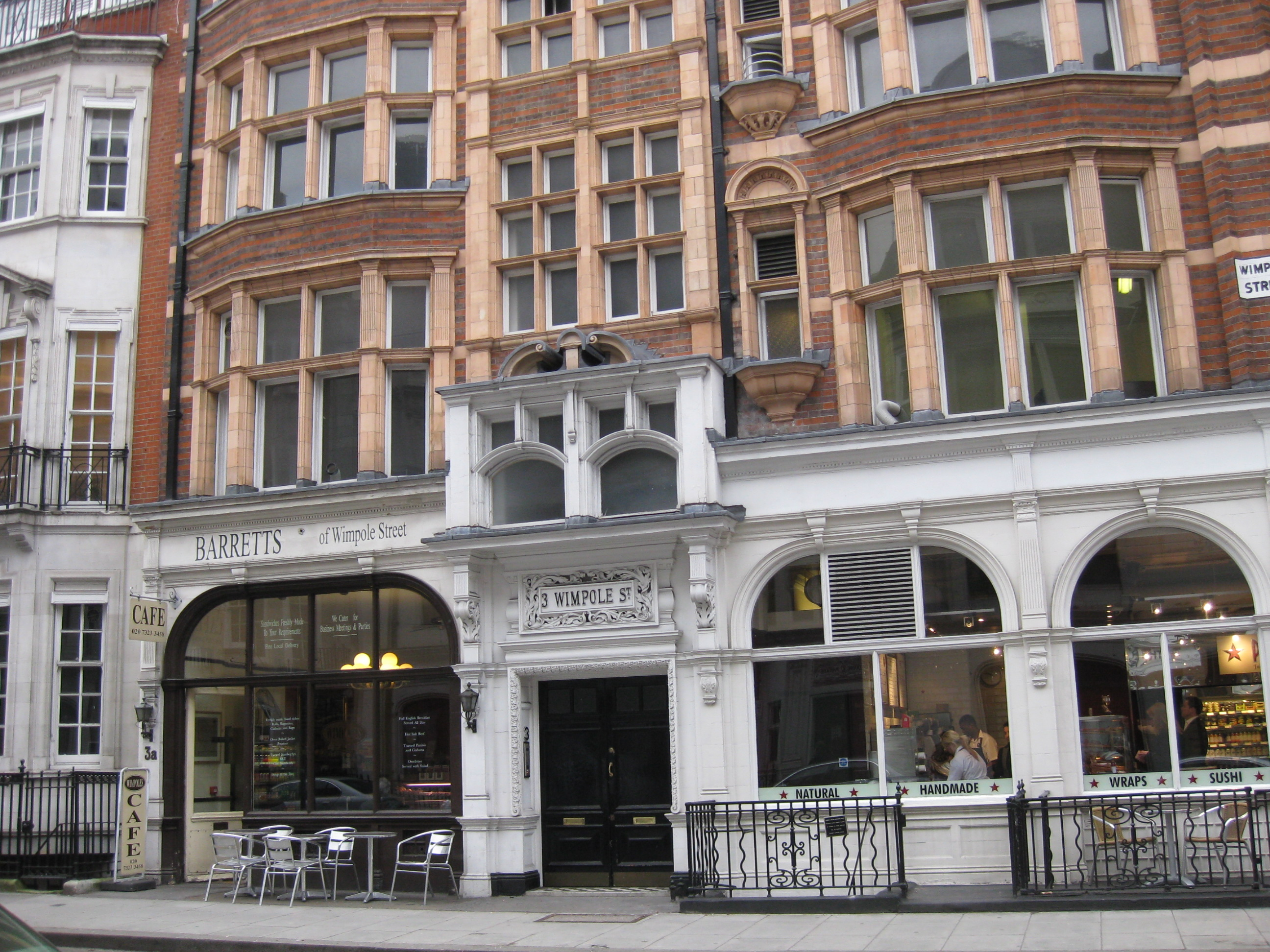
温坡街3号a咖啡馆

温坡街（Wimpole Street）是英国, 伦敦西敏市的一条街道。温坡街1号是一座爱德华巴洛克建筑，由建筑师约翰·贝尔彻完成于1912年，为皇家医学会所在地。温坡街64号则是英国牙医协会总部。
温坡街与威格莫尔街转角是1879年斯特奇斯诉布里奇曼案的发生地。
1838年，女诗人伊丽莎白·巴雷特和她的家人住在温坡街50号，直到1846年与羅勃特·白朗寧私奔。根据他们的故事写成的戏剧《温坡街的巴雷特一家》，使得温坡街变得出名。凯瑟琳康奈尔出演该剧。她退休后搬到纽约东51街，演出该剧的两个男演员也和她是邻居，因而这条街被昵称为“温坡街”。
弗吉尼亚·伍尔夫曾如此描述温坡街：“这是伦敦最庄严的街道，最客观地说。事实上，当整个世界似乎崩溃成为废墟，文明的岩石还在它的根基上，一个人只有来到温坡街...".
在蕭伯納的戏剧《皮革馬利翁》中，亨利·希金斯的住址位于温坡街。在《窈窕淑女》中，住址为27a。